# Diözesanmuseum Eichstätt
Das Domschatz- und Diözesanmuseum Eichstätt in Eichstätt ist das Diözesanmuseum der Diözese Eichstätt (Bayern).

## Geschichte

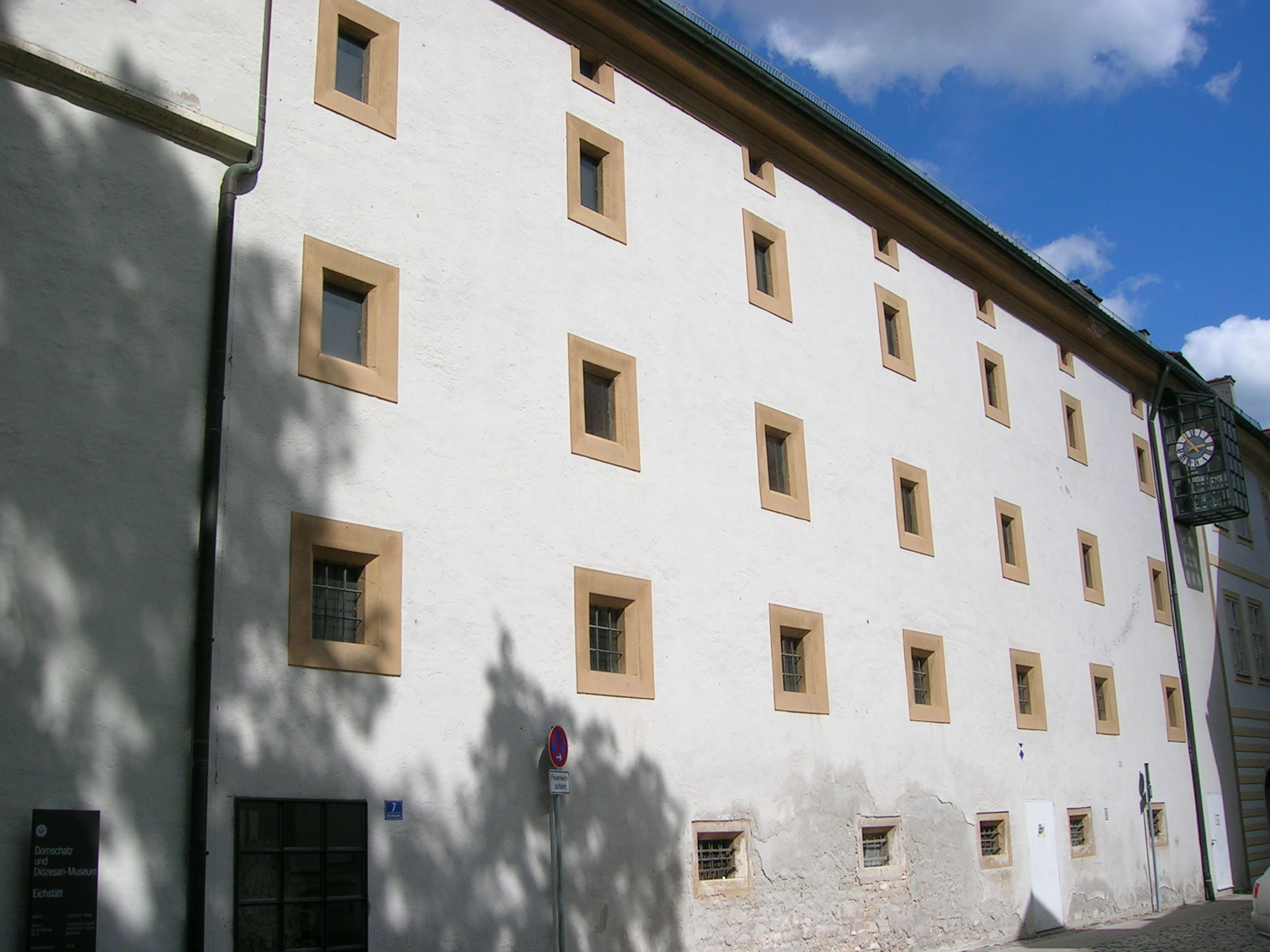
Museumsgebäude

Das Museum geht auf eine Schenkung des Pfarrers Sebastian Mutzl zurück, der 1899 dem Bischöflichen Seminar Eichstätt seine Sammlung christlicher Kunst vermachte. Nach seiner vorübergehenden Schließung 1943 und der Wiedereröffnung im Jahr 1947 fand das Museum im Kipfenberger Stadel südöstlich des Eichstätter Domes und in den Barockräumen über dem Mortuarium eine neue Heimat. Nach dem Ausbau der vom Verfall bedrohten Räume ab 1977 wurde das Museum im März 1982 als Diözesanmuseum Eichstätt wiedereröffnet. Die ursprüngliche Sammlung konnte durch bedeutende Stücke wie drei mittelalterliche Tapisserien zur Walburgislegende oder das Fabersche Altärchen, erweitert werden. Seit 2001 trägt das Museum den Titel Domschatz- und Diözesanmuseum Eichstätt.

## Ausstellungen
- 2010: Kreuz und Passion im Mortuarium – Franz Rindfleisch und Rudolf Ackermann[2]
- 2023: Im Herbst des Barock[3]